# A Igrexa (Granja)
A Igrexa o La Iglesia es una aldea española situada en la parroquia de Granja, del municipio de Boqueijón, en la provincia de La Coruña, Galicia.

## Demografía
| Gráfica de evolución demográfica de A Igrexa entre 2000 y 2018 |
|                                                                |
| Datos según el nomenclátor publicado por el INE.               |